# Härmanö
Härmanö är en ö väster om Orust i Bohuslän. Större delen av ön ingår i Härmanö naturreservat i Gullholmens socken i Orusts kommun. På den norra änden av ön ligger samhället Gullholmen. 

## Naturreservatet
Hermanö naturreservat bildades 1967. Det omfattar hela ön Hermanö, tidigare Stora Hermanö och Lilla Hermanö, med undantag av Gullholmens samhälle. Berggrunden består av gnejs, uppbruten i sprickor och dalgångar och med ett antal diabasgångar i nordsydlig riktning. Det skedde brytning av fältspat vid Höpallen och Stenvik under 1900-talets första hälft.

## Bildgalleri

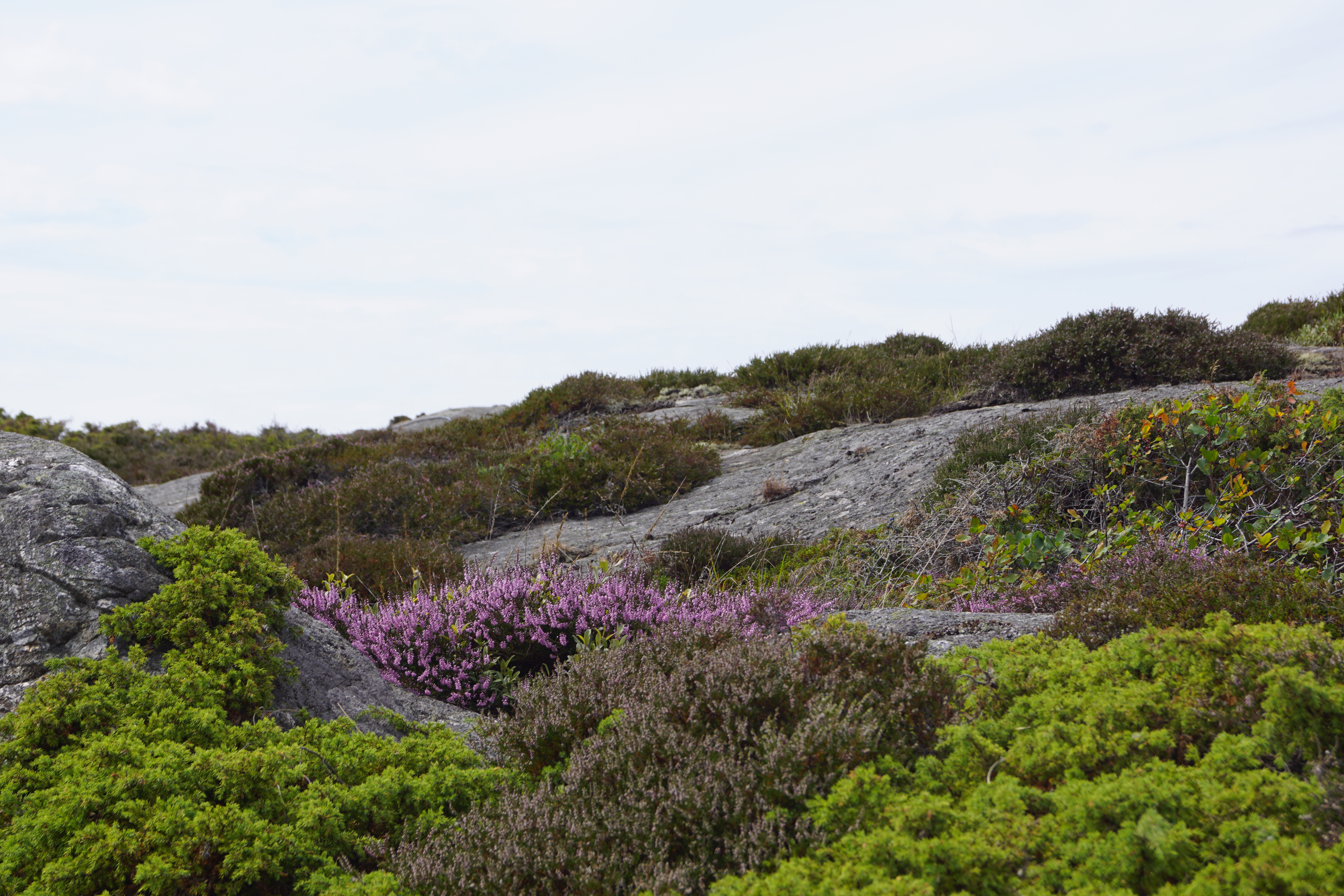
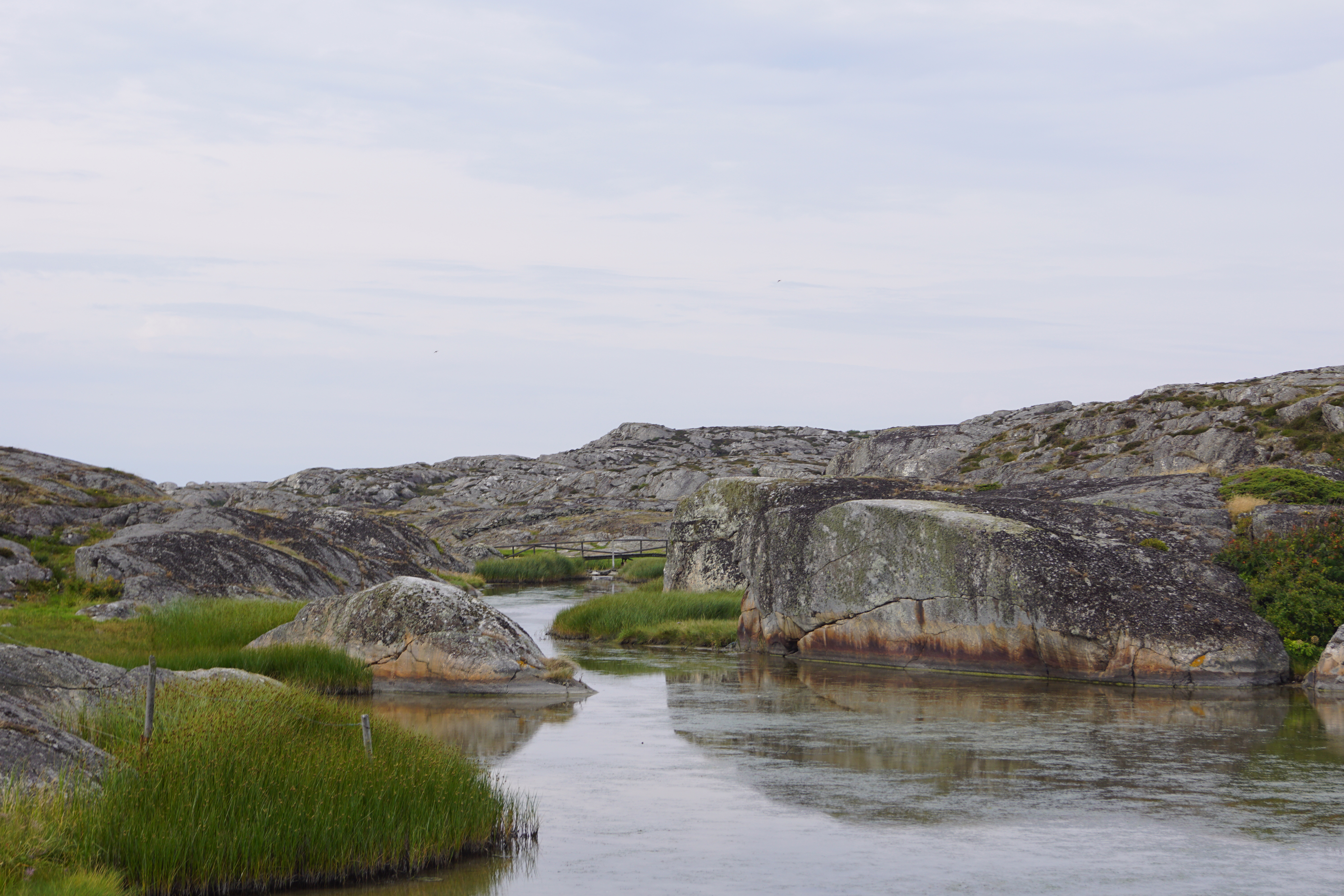